# باندفيون
البانديڤا أو الباندڤيون (بالسنسكريتية: पाण्डव) هم الإخوة الأسطوريون الخمسة - يوديشثيرا وبهيما وأرجونا وناكولا وساهاديفا - والشخصيات المركزية في ملحمة الماهابهاراتا الهندوسية.

## حرب كوروكشترا
حدثت حرب بين الباندفيين وأنسبائهم الكوروفيين إثر نزاعات طويلة للظفر بعرش هاستينابورا. وكان النصر حليف الباندفيين بعد خسائر كبيرة وقعت في صفوف الطرفين.